# 36 Pułk Fizylierów (Cesarstwo Niemieckie)
36 Pułk Fizylierów im. Feldmarszałka Hrabiego Blumenthala (1 Magdeburski) (niem. Füsilier-Regiment Nr. 36)  – pułk piechoty niemieckiej okresu Cesarstwa Niemieckiego.
Pułk został sformowany 31 grudnia 1815. Stacjonował w Halle i Bernburgu . Wchodził w skład IV Korpusu Armijnego . Wiosną 1914 był w strukturze 8 Dywizji Piechoty.
W wyniku mobilizacji, w sierpniu 1914 pułk osiągnął gotowość bojową i w składzie 15 Brygady Piechoty 8 Dywizji został wysłany na front zachodni.

## Bibliografia

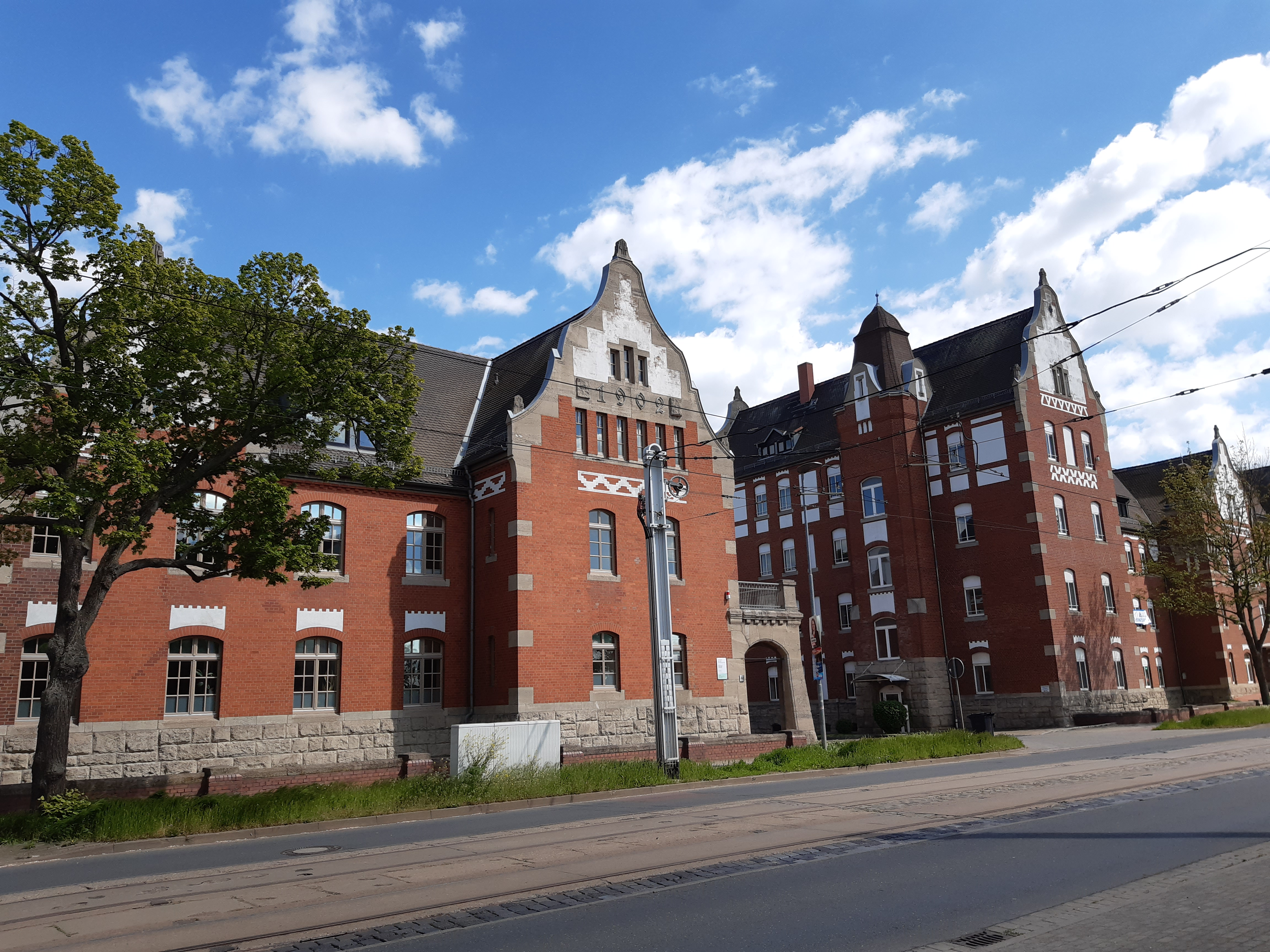
Koszary pułku